# Carcinoma de glândula salivar
Os carcinomas de glândula salivar são um grupo de neoplasias malignas (cânceres) que afetam as glândulas salivares.

## Classificação
Podem ser classificados em:
- Carcinoma de células escamosas;
- Carcinoma linfoepitelial;
- Carcinoma mioepitelial;
- Carcinoma mucoepidermoide;
- Carcinoma secretório.

## Carcinoma de células escamosas
O carcinoma de células escamosas representa 16 a 54% dos tumores malignos de glândulas salivares, e 11% das malignidades de glândulas salivares maiores. São mais frequentes na parótida (30 a 37%) e podem afetar o ducto parotídeo. Afeta mais homens e está associado com HIV em fase de AIDS. Carcinomas de células escamosas verdadeiros nas glândulas salivares são raros: a maioria dos casos são metástases para linfonodos intraparótidos advindos da cavidade oral, trato aerodigestivo superior ou da pele.
Clinicamente, possuem um perfil muito agressivo, caracterizado por um crescimento indolor rápido infiltrando estruturas adjacentes, causando paralisia facial.
Histologicamente, ele demonstra características clássicas de um carcinoma de células escamosas, podendo haver invasão perineural e células claras presentes. Normalmente ele é um componente ou coexiste com outros tumores e lesões, como carcinossarcoma, cisto epidermoide, carcinoma epitelial-mioepitelial, carcinoma mucoepidermoide, carcinoma sarcomatoide, carcinoma do ducto salivar, linfadenoma sebáceo e tumor de Warthin.
Seu tratamento consiste na ressecção cirúrgica radical e radioterapia adjuvante. Pela agressividade, a sobrevida em 5 anos é de cerca de 50%.

## Carcinoma linfoepitelial
O carcinoma linfoepitelial é um tumor maligno raro, representando 0,4% de todas as neoplasias malignas de glândulas salivares. Ele pode afetar outras partes do corpo, além das glândulas salivares, como pulmão, estômago, mama, ovários, útero, pelve, bexiga e pele; em cabeça e pescoço, pode afetar a cavidade oral, tonsilas, laringe e palato mole, mas afeta principalmente as glândulas salivares: 82% dos casos ocorrem na parótida ou submandibular (7:1).
O carcinoma linfoepitelial possui forte predileção por chineses e inuítes, sendo mais frequente em mulheres, exceto na população chinesa. Está associado ao carcinoma linfoepitelioma de útero e a infecção pelo vírus Epstein-Barr (EBV).
Clinicamente, costuma se apresentar como uma massa de consistência fibrosa assintomática, podendo haver dor ou desconforto; 20% dos casos são associados com paralisia do nervo facial e 40% com linfadenopatia cervical.
Exames de imagem como a tomografia computadorizada (TC) e ressonância magnética revelam uma massa de limites mal definidos, de aspecto lobular ou em placa, com aspecto homogêneo sem sinais de degeneração cística, necrose ou calcificações.
Histologicamente, ele se assemelha ao carcinoma indiferenciado de nasofaringe, exibindo ilhotas de células epiteliais malignas semelhantes a um carcinoma de células gigantes não queratinizado, com tecido linfoide e centros germinativos; pode haver presença de invasão perineural ou um aspecto de céu estrelado, de granuloma ou amiloide.
O tratamento de escolha é a ressecção cirúrgica com margens negativas e radioterapia, possuindo prognóstico favorável. Possui uma taxa de recidiva local de 28,9%, com taxa de metástase de 20% (especialmente em fígado, pulmão e ossos): porém, por ser radiossensível e ter agressividade limitada pelo estroma linfoide, a taxa de sobrevida em 5 anos é de 66%.

## Carcinoma mioepitelial
O carcinoma mioepitelial é uma neoplasia maligna de glândulas salivares composta exclusivamente ou quase exclusivamente por células mioepiteliais malignas. Representa cerca de 4% dos tumores de glândula salivar, e é considerado subdiagnosticado, portanto sua frequência verdadeira pode ser bem maior. Afeta principalmente a parótida (24 a 73% dos casos), glândulas salivares menores (especialmente no palato) e submandibular. Não possui predileção por sexo e idade, com mediana de idade em 59 anos. Mais de 50% dos tumores apresentam fusão do gene PLAG1.
Clinicamente, não possui características específicas, e é relatado frequentemente como uma massa indolor, podendo surgir de novo ou a partir de um adenoma pleomórfico. Em exames de imagem, tende a se apresentar como uma massa de bordas parcialmente difusas, de aspecto lobular, heterogênea na TC.
Histologicamente, é um tumor composto quase que completamente ou completamente por células mioepiteliais, que podem ter aspecto variado (células claras, epitelioide, plasmocitoide ou fusiforme). Ao centro, pode haver presença de uma área hipocelularizada com estroma hialino ou necrose (que é um fator preditivo de alto grau). O seu crescimento é expansivo e multinodular, raramente exibindo infiltração de pequenas ilhotas ou reação tecidual desmoplásica.
O tratamento consiste na ressecção cirúrgica radical, que é frequentemente curativo. São relativamente agressivos: 15 a 27% desenvolvem metástase e 33% recidivam localmente, tendo maior propensão a metástase à distância do que regional. Fatores que contribuem para um prognóstico negativo incluem: ex-adenoma pleomórfico, necrose, alto índice mitótico e margens positivas.

## Carcinoma mucoepidermoide

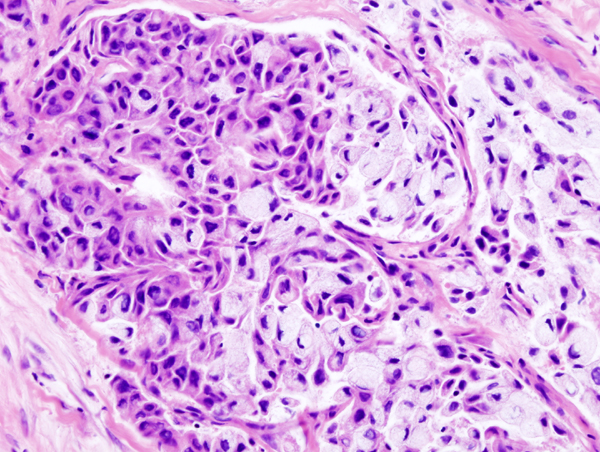
Carcinoma mucoepidermoide (coloração hematoxilina-eosina): observa-se proliferação de células mucinosas em estroma fibroso.

O carcinoma mucoepidermoide é a neoplasia maligna de glândulas salivares mais comum, tanto em adultos como crianças, representando 10 a 15% de todos os tumores de glândulas salivares. Afeta adultos de qualquer idade e crianças entre os 11 e 15 anos, com ligeira predileção por mulheres. Afeta primariamente as glândulas salivares maiores (parótida > submandibular > sublingual) e menores (palato > mucosa jugal > região retromolar). Em casos mais raros, pode ocorrer na nasofaringe, pulmões e até intraósseo na mandíbula. Está possivelmente associado com exposição a radiação ionizante.
Clinicamente, sua apresentação depende do local e do tamanho do tumor, mas até 33% dos pacientes são assintomáticos; tende a se mostrar como uma massa indolor que causa desconforto ou pressão.
Radiograficamente, carcinoma mucoepidermoides de baixo grau tendem a ser bem circunscritos e de aspecto cístico na TC, com eventuais componentes sólidos ou calcificações, e aspecto semelhante ao adenoma pleomórfico na ressonância magnética. Já os de alto grau são mais sólidos e mais infiltrativos. Na ultrassonografia, tendem a ser relativamente hiperecoicos quando comparados à parótida normal.
Histologicamente, podem ser de um padrão arquitetural sólido, cístico ou misto, podendo apresentar padrão glandular ou papilar. Possuem uma proporção variável de células epidermoides, intermediária e mucócitos, distribuídas em ilhotas, cordões ou em lençol, com estroma fibroso. Pode possuir algumas variantes histológicas como de células claras, oncocítico, esclerosante, Warthin-like, ciliado, fusiforme e mucoacinar.
O tratamento de escolha é a ressecção cirúrgica (mais conservadora no estágio I e II, radical para os tumores de alto grau e com margens positivas) e dissecção dos linfonodos cervicais. Para os tumores de alto grau, a radioterapia e quimioterapia adjuvantes são opções. O prognóstico tende a ser excelente, com sobrevida em 5 anos de 98% em tumores de baixo grau e 67% para os de alto grau. Fatores prognósticos negativos incluem manifestação na glândula submandibular, margens positivas, extensão para fora do parênquima e ausência de cápsula, metástase ou espalhamento linfonodal, e expressão aumentada de MUC1.

## Carcinoma secretório
O carcinoma secretório é uma neoplasia rara de glândulas salivares. A maior parte dos casos ocorre na parótida (76%), mas pode afetar as glândulas salivares menores, submandibular, e em casos raros na cavidade nasal, pele, tireoide, glândulas lacrimais, vulva e pulmões. Possui ligeira predileção por homens (1,4:1) e adultos (média de idade de 49,9 anos). É caracterizado pelo rearranjo do gene ETV6.
Clinicamente tende a ser uma massa indolente de crescimento lento, e a maior parte dos casos é diagnosticada precocemente (estadiamento T1 ou T2). Os exames de imagem não são específicos, e os tumores frequentemente possuem um componente cístico. Histologicamente, são tumores de arquitetura variável (macrocística, microcística, sólida, tubular, folicular e papilar) com células eosinofílicas de citoplasma vacuolado e núcleo pequeno com nucléolo distinto. Ocasionalmente pode-se observar secreções intraluminais pálidas, semelhantes ao coloide da tireoide, que são positivas para a coloração PAS. É um tumor tipicamente de baixo grau, mas a transformação de alto grau já foi relatada nos casos de crescimento sólido ou trabecular, margens infiltrativas, reação estromal desmoplásica, necrose, pleomorfismo nuclear, aumento de mitoses, perda de atividade secretória e invasão perineural.
O tratamento consiste na ressecção do tumor, com a possibilidade de dissecção de linfonodos cervicais ou radioterapia adjuvante em casos de prognóstico adverso ou metástase linfonodal. Tratamento medicamentoso com inibidores de TRK estão sendo estudados para os tumores com o rearranjo ETV6-NTRK3. O prognóstico para tumores de alto grau e estadiamento T3 ou T4 é considerado desfavorável.